# Emil Paur
Emil Paur (n. 19 iulie 1855, Cernăuți, Imperiul Austriac – d. 7 iunie 1932, Frýdek-Místek, Cehoslovacia) a fost un compozitor și dirijor român originar din Austro-Ungaria.

## Biografie
Paur s-a născut în Cernăuți, în Imperiul Austriac (azi în Ucraina). Tatăl său, Franz Paur, a fost elev al compozitorului Carl Czerny. Emil a studiat la Viena, apoi a început să profeseze ca dirijor în Kassel, Königsberg și Leipzig. Ulterior a emigrat în SUA, unde a fost dirijor al orchestrei din Boston, apoi al Filarmonicii din New York, iar în cele din urmă al orchestrei din Pittsburgh. A fost căsătorit cu pianista Maria Burger din 1862 până la moartea acesteia în 1899. 
Întors în Europa, acesta a lucrat la Opera de Stat din Berlin. Paur era considerat un dirijor serios, fiind respectat de compozitori de renume mondial, cum ar fi Johannes Brahms. 
El a decedat în Místek, în Cehoslovacia (azi în Republica Cehă), în 1932.